# Michael Jackson: The Experience
Michael Jackson: The Experience (укр. Майкл Джексон: Досвід) — музична відеогра 2010 року про творчість співака Майкла Джексона, розроблена і випущена Ubisoft 23 листопада 2010 року в Північній Америці, 25 листопада 2010 року в Австралії та 26 листопада 2010 року в Європі для Nintendo DS, PlayStation Portable та Wii. 

## Ігровий процес
Ігровий процес полягає приблизно в наступному: гравець керує рухами одного з персонажів, що імітують ритмічні рухи під час танцю. Кожен танець супроводжується музичною композицією (наприклад, Bad або Another Part of Me).
Ігровий інтерфейс складається з власне ігрового екрана, на якому зображені персонажі, та ігрової статистики. Шкали, що розташовані по краях екрана, демонструють поточний рівень «майстерності» виконання танців для кожного гравця.

### Wii
Версія гри для Wii має геймплей у стилі Just Dance, таким чином слугуючи спін-оффом. У цій версії є три режими гри. Перший режим гри - «Класичний», де всі гравці повторюють хореографічні рухи Майкла Джексона на екрані. Другий режим гри - «Дует», який використовується для дуетів (наприклад, «The Girl Is Mine») або відео з двома головними героями (наприклад, «The Way You Make Me Feel» і «In the Closet»). Двоє гравців беруть на себе роль Майкла, а двоє інших грають за іншого персонажа. Третій режим гри - «Crew», в якому беруть участь Майкл і двоє танцюристів на підтанцьовці. Один гравець танцює як Майкл, а троє інших - як підтанцьовки, або, за бажанням, усі гравці грають як підтанцьовки. Всі піктограми в цій грі рухаються знизу вгору. Після виконання пісень гравці можуть розблокувати навчальні відео в «Танцювальній школі», де їх навчають деяким найскладнішим рухам з кількох музичних кліпів та сценічних виступів Майкла.

### Nintendo DS
Версія для Nintendo DS має геймплей, схожий на Elite Beat Agents. У цій версії на верхньому екрані з'являється мультяшна версія Майкла Джексона, а гравець слідує за ним, торкаючись стилусом нижнього екрану в ритмі музики. Також у версії для Nintendo DS є функція захисту від піратства/копіювання, створена Ubisoft, яка зупиняє гру і замінює звук на звук вувузели (популяризований південноафриканцями під час Чемпіонату світу з футболу 2010 року), якщо гравець грає в піратську або ROM-версію гри .

### PlayStation Portable
У версії для PlayStation Portable гравець слідує за Майклом, натискаючи кнопки дій, коли він потрапляє в коло. Стиль гри та пісні такі ж, як і у версії для DS, але тут більше пісень, ніж у версії для DS, наприклад, «Will You Be There» та «Rock with You». У кожній пісні все ще є частина Show Time, але коли гравець обертає колесо, щоб освітити сцену Майкла, вона замінюється екраном, на якому гравець повинен натискати кнопки L і R якомога швидше.

### Kinect
Версія гри для Kinect має функцію повного відстеження рухів тіла та зовсім іншу хореографію, ніж версія для Wii, тобто схожу на серію Dance Central,  а також деякі інші зміни та доповнення. У цій версії використовується технологія під назвою «Проекція гравця», яка поміщає власне зображення гравця в гру, дозволяючи йому знятися у власному кліпі Майкла Джексона. Версія для Kinect включає два режими гри: «Соло» та “Вечірка”. У режимі «Соло» грає один гравець. У режимі «Вечірка» можуть грати 2-4 гравці. У режимі «Вечірка» є дві опції: «Co-Op» і “Battle”. Режим «Co-Op» - це режим «кожен сам за себе», коли гравці по черзі застрибують і вистрибують, щоб завершити пісню. Режим «Битва» - це командний режим, де дві команди змагаються за найвищий бал. Режим битви дещо відрізняється від режиму спільної гри, оскільки кожна команда виконує пісню разом, а пісня розбивається на дві частини, в яких один гравець танцює, а інший - співає. У режимі «Вечірка» є лише режими «Танці», «Виступ» і «Майстер-виступ». Для позначення кожного гравця є чотири символи: Рукавичка Майкла, капелюх Майкла, окуляри Майкла і один з піджаків Майкла. Кілька пісень у грі не передбачають жодних рухів для виконання, натомість стають піснями «Тільки для співу», причому «Earth Song» стала першою піснею, яку було підтверджено як пісню «Тільки для співу». Деякі пісні мають рухи, які можна вивчити в режимі тренування, що називається «Школа MJ». Під час кожного виступу над головою гравця з'являється корона, і гравець повинен влучити в неї, щоб активувати «King Power», перш ніж вона зникне. Корона, що з'являється лише один раз за пісню, помножує рахунок на 8. Як і у версії для Wii, гравцеві оцінюється те, наскільки добре він співає і танцює. Гравець може отримати п'ять різних оцінок: «Відмінно», “Добре” і “Добре” збільшують кількість балів, тоді як “Майже” і “Промах” можуть призвести до втрати поточного балу. Бали підсумовуються в кінці кожної пісні разом з рейтингом зірок, які отримує гравець, і фотографією, яку він робить під час виступу. Гравці можуть використовувати вбудований мікрофон Kinect, підключений мікрофон/гарнітуру або бездротовий мікрофон Xbox 360 для караоке (як і в серії Lips). Однак у грі є можливість вибрати версію пісні «Тільки танець», що означає, що гравця не проситимуть співати.  У версії для Kinect також є режим, відомий як Master Performance, який вимагає від гравця одночасно співати і танцювати під набір хореографічних рухів, які є складнішими за звичайні рухи і «максимально наближені до відео» .

### PlayStation 3
Версія для PlayStation 3 має такий самий ігровий процес, як і версія для Wii. На додаток до функцій співу і танцю, які є у версії для Kinect, ця версія дозволяє гравцеві співати або танцювати одночасно з іншими гравцями. Також є можливість записувати відеокліпи або фотографувати виступ гравця, а також зберігати або завантажувати їх на сайти, такі як Facebook. У цю версію гри включені всі пісні з версії для Wii, але додані нові пісні, такі як «Stranger in Moscow» і «I Just Can't Stop Loving You», що робить її дещо відмінною від версії гри для Wii.

### PlayStation Vita та iOS
Версії для PlayStation Vita та iOS були портовані з покращеною графікою у форматі HD, мультиплеєром (AD-Hoc), підтримкою трофеїв, підтримкою датчика руху, підтримкою мультитач, а замість того, щоб знімати нотатки на екрані, їх було замінено можливістю використовувати задню сенсорну панель для ще складнішого завдання, а з моменту використання мультитач, складність була підвищена, щоб збільшити виклик. Версії для PS Vita та iOS, порівняно з версією для 3DS, отримали абсолютно новий вигляд графіки та роздільної здатності, а гравець може використовувати свій палець замість стилуса 3DS. Версії для Vita та iOS не мають контенту для завантаження.